# École Supérieure d’Aéronautique
École supérieure d’aéronautique (ÉSdA; pol. Wyższa Szkoła Lotnictwa) – francuska uczelnia wojskowa o profilu technicznym. Funkcjonowała w latach 1909–1928.
Kształcili się w niej również oficerowie lotnictwa wojskowego II RP, np. January Grzędziński, Tomasz Turbiak oraz Stanisław Kuźmiński.

## Absolwenci
- por. Aleksander Seńkowski (1 XI 1924 – 1 IX 1925[1])
- por. Ryszard Woroniecki (1 XI 1924 – 1 IX 1925[1])